# Chios
För andra betydelser, se Chios (olika betydelser).
Chíos (grekiska: Χίος; även transkriberat Khíos eller Híos) är en grekisk ö i Egeiska havet strax utanför Turkiets kust. Den ligger i prefekturen Chios och regionen Nordegeiska öarna, i den östra delen av landet, 210 km öster om huvudstaden Aten. Ön är omkring 842 km² stor och har 52 290 invånare (2001). Den är berömd för sitt landskap och goda klimat. 
Huvudorten på ön är Chios som år 2000 hade cirka 27 000 invånare. Bland de övriga tätorterna på ön märks Homeroupolis, Kardamila, Kampochora, Mastichochoria, Amanis, Ionia och Agiou Mina. Till Chios prefektur hör också några mindre öar: Psara i väster, med dess obebodda grannö Antipsara, och Oinousses i öster.
På berget Provateio Oros på öns inre delar, omkring 15 km från staden Chios, ligger klostret Nea Moni, som klassas som ett världsarv.

## Historia

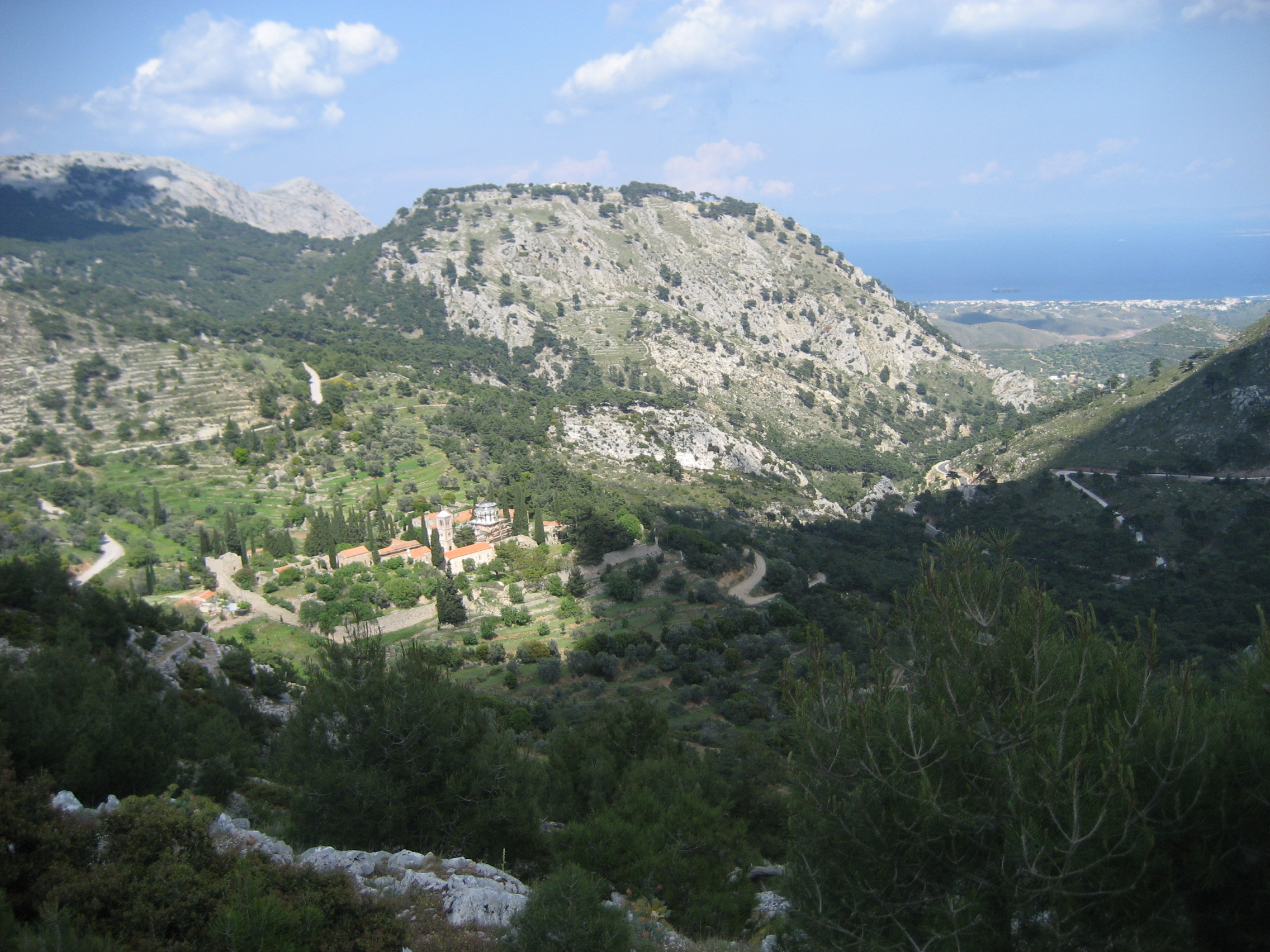
Vy över klostret Nea Moni och Egeiska havet

Chios bebyggdes först av leleger och pelasger, därefter av karier, och slutligen nedsatte sig joniska kolonister på ön, varefter den räknades till det joniska förbundet och snart vann stor makt till sjöss. Under de stora grekiska koloniseringarna i Medelhavsområdet upprättade även Chios en koloni, Maronea, vid Egeiska havets nordkust. Sedan Kyros I intagit Mindre Asien underkastade sig Chios frivilligt perserna, men gick efter slaget vid Mykale år 479 f.Kr. med i det deliska förbundet (som senare kom att bli attiska sjöförbundet), och biträdde kraftigt atenarna i peloponnesiska kriget 431-404 f.Kr. Mot krigets slut avföll det till Sparta. Efter att sedan åter en tid ha varit Atens bundsförvant gick det över till Thebe, och lydde därefter under makedonierna. Den blev sedermera romersk och senare en del av det bysantinska riket. Efter att korsfararna år 1204 erövrat Konstantinopel blev Chios en del av det latinska kejsardömet. Därefter blev det en genuesisk besittning för att år 1566 erövras av Osmanska riket.
År 1822 gjorde befolkningen uppror mot osmanerna men upproret slogs ned med våld i en massaker som innebar att 70 000 av öns invånare dödades, förslavades eller fördrevs.[källa behövs] Händelsen var av stor betydelse för den västeuropeiska synen på det osmanska styret i Grekland. Chios blev en del av det självständiga Grekland efter Första Balkankriget år 1912.

## Geografi
Terrängen på Chios är kuperad. Öns högsta punkt är 1297 meter över havet. Den sträcker sig 51,0 kilometer i nord-sydlig riktning, och 29,0 kilometer i öst-västlig riktning.

## Geologi
Chios är bergigt (Pelinaion Oros är 1 297 meter) och består till största delen av mesozoiska kalkbildningar; i nordväst och på elva enstaka ställen uppträder paleozoiska skiffrar och sandstenar, med kisel-, skiffer- och kalkinlagringar. Södra hälften av västkusten består av limniska tertiärbildningar. Strandslätter och flodalluvioner finns särskilt omkring huvudstaden och hornbländeandesit och fusulinakalk på ett enstaka ställe i norr, vid Kardámyla. Jordbävningar är inte sällsynta. Den 3 april 1881 och följande dagar hemsöktes ön och motliggande kust av fastlandet av en jordbävning, som svårt ödelade östra tredjedelen av ön, den rikaste och bördigaste delen, där på en omkrets av 4–6 km från huvudstaden all användbar mark var bevuxen med apelsin-, citron-, fikon- och mandelträd och där de rika chiotiske köpmännen hade sina präktiga villor och trädgårdar. Förlusten av människoliv uppgick till 3 558.

## Näringar
Chios är mycket bördigt. De främsta exportvarorna är oliver, fikon och vin, men ön ger även bomull och mastix. Redan i forntiden var den berömd för sitt vin, sina fikon och sin mastix. Handeln med läder, siden- och bomullstyger samt med syltade frukter, säd, boskap och salt är rätt betydlig.